# سيم (ممثل)
سيم (بالفرنسية: Sim)‏ هو ممثل فرنسي، ولد في 21 يوليو 1926 في كوتريه في فرنسا، وتوفي في 6 سبتمبر 2009 في سانت رافاييل في فرنسا بسبب انصمام رئوي.

## وصلات خارجية
- سيم على موقع IMDb (الإنجليزية)
- سيم على موقع ألو سيني (الفرنسية)
- سيم على موقع ميوزك برينز (الإنجليزية)
- سيم على موقع قاعدة بيانات الفيلم (الإنجليزية)